# Airbus Beluga
Airbus A300-600ST (Super Transporter) eller Beluga er en variant af widebody-passagerflyet Airbus A300-600 til fragt af flydele og meget store stykker gods. Oprindeligt hed modellen Super Transporter, men navnet Beluga (hvidhval) blev populært og er nu det officielle navn.

## Historie
En række større flyfabrikanter er multinationale, og det er ikke unormalt for dem at have at have fremstillingsfaciliteter, som ligger langt fra hinanden. Virksomheden Airbus er særegen i den forstand, at den er et konsortium, dannet af franske, tyske, britiske og spanske flyproducenter. Placeringen af Airbus' fabrikker påvirkes derfor i nogen grad af nationale interesser. Typisk fremstiller hver af de fire parter i Airbus et antal komplette dele af et fly, hvorefter de transporteres til endelig samling på en central fabrik. Hvilke dele, der fremstilles hvor, afhænger af flymodellen, men generelt fremstilles vinger og landingsstel i Storbritannien, hale og døre laves i Spanien, flykroppen i Tyskland, næsen og midtersektionen i Frankrig, og den endelige samling sker i enten Toulouse i Frankrig, Hamborg i Tyskland eller Sevilla i Spanien.

## Udvikling

### Baggrund
I 1970, hvor Airbus blev etableret, fragtede man flydelene på lastbil. Hurtigt gjorde transport af større flydele det nødvendigt at flyve dem. Fra og med 1972 tog en flåde af fire stærkt modificerede "Super Guppier" over. Flyene var tidligere Boeing Stratocruisere fra 1940'erne, som i 1960'erne var konverteret med tilpassede flykroppe og motorer, så de kunne transportere større fragtmængder for NASA's rumprogrammer. Med tiden blev Super Guppierne stadig mere utidssvarende og kunne ikke følge med Airbus' behov for fragt. Desuden betød flyenes alder høje driftsomkostninger, og Airbus' stigende produktion medførte et større behov for fragtkapacitet.

### Designfasen
I 1991 dannede Aérospatiale og DASA, to af de større Airbus-partnere, et selskab med det formål at udvikle et erstatningsfly. Udgangspunktet var designet anvendt til et tomotorers widebody-passagerfly: Airbus A300, der har samme vinger, landingsstel og nedre del af flykroppen som et A300. Derimod er den øvre del af flykroppen en enorm hesteskoformet konstruktion med en diameter på 7,7 meter. For at give adgang til den forreste del af flyet uden at skulle afkoble forbindelserne til elektronikken, hydraulikken og flyveinstrumenter blev cockpittet placeret lavere i forhold til A300, faktisk helt neden under fragtdækket. Derudover forstørrede og styrkede man halestrukturen for at bibeholde flyets retningsstabilitet.

### Produktion og ibrugtagning
Opbygningen begyndte i september 1992, og den første flyvning fandt sted i september 1994. Efter 335 timers testflyvning blev flytypen certificeret,  og den første A300-600ST "Beluga" blev taget i brug i oktober 1995. Yderligere fire Beluga blev fremstillet, cirka ét fly om året. Alle fem fly er stadig i drift. Flyenes primære opgave er at transportere Airbus-komponenter, som er klar til endelig samling, tværs over Europa til Toulouse eller Hamborg. Derudover står flyene til rådighed for charteropgaver. Beluga har blandet andet fragtet rumstationsudstyr og større, skrøbelige kunstværker, industrimaskiner samt helikoptere. En Beluga blev lejet til at fragte to hele NHI NH90'ere og en Eurocopter Tiger fra Europa til Australien og tilbage igen. A300-600ST's lastrum er 7,4 meter i diameter og flyet har en maksimal lastvægt på 47 tons. Med en maksimal startvægt på 155 tons kan Airbus Beluga sammenlignes med en almindelig A300, hvilket afspejler, at Beluga blev designet til stort, men relativt let gods.
Rumfanget til gods på en Beluga er større end på en C-5 Galaxy eller en Antonov An-124, men Belugaen er begrænset af en lastvægt på maksimalt 47 tons mod 122,5 tons i en C-5 Galaxy og 150 tons i en An-124. På trods af dens bredde kan Belugaen ikke fragte de fleste slags flykropdele til A380, som i stedet må fragtes med land- og søtransport. Belugaen har været anvendt til at fragte et mindre antal komponenter til A380.
I 1999 transporterede flyet et stort kunstmaleri, Friheden fører folket på barrikaderne af Eugène Delacroix, som har hængt i Louvre i Paris siden 1874. Maleriet blev fløjet fra Paris til Tokyo via Bahrain og Kolkata (tidligere Calcutta) på omkring 20 timer. Det store lærred på 2,99 x 3,62 meter var for stort til at kunne være i en Boeing 747. Det blev fragtet opretstående i en særlig trykcontainer med isotermisk beskyttelse og en anti-vibrationsmekanisme.

## Specifikationer
|                      | A300-600ST                                          |
| -------------------- | --------------------------------------------------- |
| Mandskab i cockpit   | 2                                                   |
| Samlet længde        | 56,15 m                                             |
| Vingespænd           | 44,84 m                                             |
| Samlet højde         | 17,24 m                                             |
| Vingeareal           | 258,8 m2                                            |
| Flykroppens diameter | 3,95 m 7,1 m i lastrummet                           |
| Tom vægt             | 86 ton                                              |
| Lastet vægt          | 47 ton                                              |
| Maksimal startvægt   | 155 ton                                             |
| Maksimal hastighed   | 864 km/h                                            |
| Aktionsradius        | 2.779 km med 40 tons last 4.632 km med 26 tons last |
| Lastrummets rumfang  | 1.210 m3                                            |
| Motorer (2x)         | GE CF6-80C2A8                                       |